# Zamora (Falcón)
Zamora é um município da Venezuela localizado no estado de Falcón.
A capital do município é a cidade de Puerto Cumarebo.